# Charles-Anthoine Gonnet
Pour les articles homonymes, voir Gonnet.
Pas d'image ? Cliquez ici

a Compétitions nationales et continentales officielles uniquement.

b Matchs officiels uniquement.
Charles-Anthoine Gonnet, né le 3 novembre 1897 à Laon et mort le 26 septembre 1985 à Lyon, est un joueur international français de rugby à XV évoluant au poste de talonneur ainsi qu'un écrivain et scénariste.

## Biographie
Charles-Anthoine Gonnet évolue au club de rugby à XV du SC Albi. Il honore sa première cape internationale en équipe de France le 28 mars 1921 contre l'Angleterre lors du Tournoi des cinq nations 1921. Il est médaillé d'argent aux Jeux olympiques d'été de 1924 se tenant à Paris mais il ne dispute aucun des deux matchs de la compétition,. Des compétitions artistiques sont organisées lors de ces Jeux de 1924 et Charles-Anthoine Gonnet est médaillé de bronze de littérature pour son œuvre Vers le Dieu d'Olympie. Il est sélectionné à quinze autres reprises en équipe de France jusqu'en 1927. À côté du rugby, il pratique au niveau régional la natation, l'équitation, la boxe et le patin à roulettes.
Il se consacre bientôt à l'écriture, Aloha, le chant des îles, en 1936, lui valant le Prix du roman d'amour cette même année avant d'être adapté pour le cinéma et donner un film du même nom. Il s'installe par la suite à Lyon et y écrit plusieurs romans.
Dans le cadre de son activité d'écrivain, il dirige la série « Missions secrètes » aux éditions de La Flamme d'Or en 1952-53, dont il rédige 12 titres sur les 20 publiés.
Il écrit quelques livres sous les pseudonymes de Claude Petitjean et Jack Screen.

## Œuvres
- Vers le Dieu d'Olympie, médaille de bronze de littérature aux Jeux Olympiques d'été de Paris, 1924
- L'athlète de minuit dans « L'Intransigeant », 1927
- Sur la piste blanche, Éditions Gallimard, coll. « Les chefs-d'œuvre du roman d'aventure », no 5, 1928
- Scandale, Éditions  Ferenczi, coll. « Ciné-volume », no 15, 1930
- Tabou dans « Mon ciné » du no 498 au no 503, 1931
- Roumanie, terre d'amour dans « Le film complet du jeudi », no 1129, 1932
- Ceux du Viking dans « Le film complet du jeudi », no 1189, 1932
- À la dérive dans « Le film complet du samedi », no 1190, 1932
- Un coup de téléphone dans « Le film complet du mardi », no 1224, 1932
- Entre l'air et l'eau dans « Voila », no 88, 1932
- Le sport au pays du soleil dans « Rails de France », no 1, 1934
- Sports nautiques dans « Rails de France », no 4, 1934
- Aloha, le chant des îles, Éditions Tallandier, coll. « Les meilleurs romans de drame et d'amour », no 14, 1936. Réédition: Éditions Concorde, coll. « Provinces », illustration J Boudil, 1946
- L'homme au bandeau noir, Éditions Tallandier, coll. « Le Livre national », série rouge, no 7, 1938
- Sortilège d'amazone, Éditions Tallandier, coll. « Le Livre national », série rouge, no 8, 1938
- Fille de Camargue, Éditions Ventillard, coll. « Bibliothèque d'Ève », no 9, 1939
- La girl aux yeux verts, Éditions Chantal, coll. « Les 3 A, Aventure, Amour, Audace », no 2, 1941
- La Nouvelle Hélène, Éditions Chantal, coll. « Le roman de madame », no 1, 1941. Réédition: Éditions Concorde, coll. « Provinces », 1946
- Le mystère de la carlingue, sous le pseudonyme de Claude Petitjean, Éditions Chantal, coll. « Les trois as », no 5, 1942. Réédition: Éditions « Parchemin du midi, »,coll. « Les trois as », no 19, illustration Louis Carrière, 1945
- Meurtre à l'hôtel Drouot sous le pseudonyme de Claude Petitjean, Éditions Chantal, coll. « Le trèfle, aventure et police », 1942
- Mon cœur au soleil, Éditions Chantal, coll. « Idylles », 1944
- La belle de Toulon, Éditions Optic, coll. « La belle aventure », 1945
- Himalaya, Éditions Optic, coll. « La belle aventure », 1945
- Confidence à l'aube, Éditions Optic, coll. « La belle aventure », 1945
- Un avion s'est perdu, Éditions Optic, coll. « La belle aventure », 1945
- Dick-Vercors: le roman de la résistance, Éditions Optic, coll. « La clef du mystère », no 5, 1945
- Sa seule faiblesse, sous le pseudonyme de Claude Petitjean, Éditions Paul Dupont, coll. «S.O.S. Police », no 8, 1945
- La nuit des fauves, dans « Confidences de Guy Dorian, gentleman cambrioleur » de Claude Ascain, Éditions Paul Dupont, 1945
- Le mannequin de cire, dans Vacances en Bourgogne de Luc-Nert, Éditions Nicéa, 1945
- Docteur Bob manager de boxe, Éditions Nicéa, coll. « Mystères du monde », 1945
- La vocation de Dr Bob, Éditions Nicéa, coll. « Mystères du monde », 1945
- Docteur Bob aux Indes, Éditions Nicéa, coll. « Mystères du monde », 1945
- L'amour guidait sa main, coll. « Variétés », no 1, Éditions S.E.N., 1945
- Confession, Éditions S.E.N., coll. « Variétés », no 2, 1945
- Le baiser mortel, Éditions S.E.N., coll. « Variétés », no 4, 1945
- Sa vie première, Éditions S.E.N., coll. « Variétés », no 5, 1945
- Fleur jalouse, Éditions S.E.N., 1945
- L’envoyé spécial a disparu,  Éditions Concorde, coll. « Provinces », 1946
- Terreur sur Londres, Éditions Concorde, coll. « Provinces », 1946
- Diana a-t-elle trahi ?, coll. « Missions secrètes », no 1, Éditions de la Flamme d'Or, 1952
- Une âme perdue, sous le pseudonyme de Jack Screen, coll. « Missions secrètes », no 3, Éditions de la Flamme d'Or, 1952
- Une flamme dans le ciel, coll. « Missions secrètes », no 4, Éditions de la Flamme d'Or, 1952
- Amour d'espionne, coll. « Missions secrètes », no 6, Éditions de la Flamme d'Or, 1952
- Guerre froide à Madrid, coll. « Missions secrètes », no 8, Éditions de la Flamme d'Or, 1952
- La Tendresse de Satan, Éditions du Merle, Lyon, 1980

## Distinctions
- Médaille d'argent au Rugby à XV aux Jeux olympiques d'été de Paris, 1924
- Médaille de bronze de littérature aux Jeux olympiques d'été de Paris, 1924
- Grand prix du roman d'amour pour Aloha, le chant des îles, Éditions Tallandier, 1936